# Ofrenda a Venus

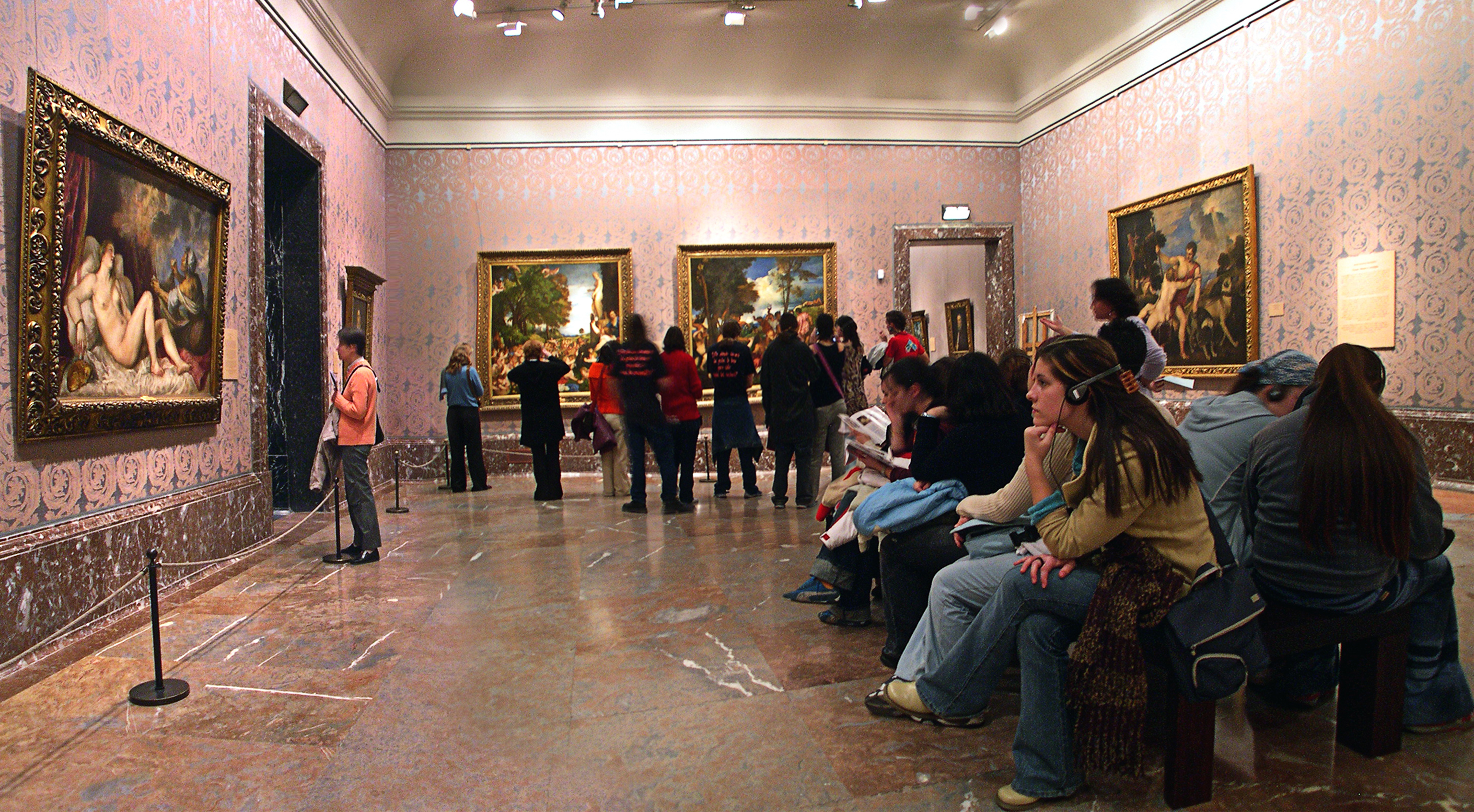
Antiguo contexto de la obra en el Museo del Prado, cuando estaba expuesta en la sala 61B, junto a Danae recibiendo la lluvia de oro, La Bacanal y Venus y Adonis.

La Ofrenda a Venus es una obra de Tiziano pintada entre 1518 y 1520 (óleo sobre lienzo, 172 × 175 cm) conservada actualmente en el Museo del Prado. Procede de un conjunto pictórico que decoró el Castillo de los Este en Ferrara, al que también pertenecían La bacanal de los andrios (Prado) y Baco y Ariadna (National Gallery de Londres). Los tres cuadros alcanzaron fama internacional por su influencia sobre Rubens, Van Dyck, Francesco Albani...y porque fueron difundidos en grabado por Giovanni Andrea Podestà.

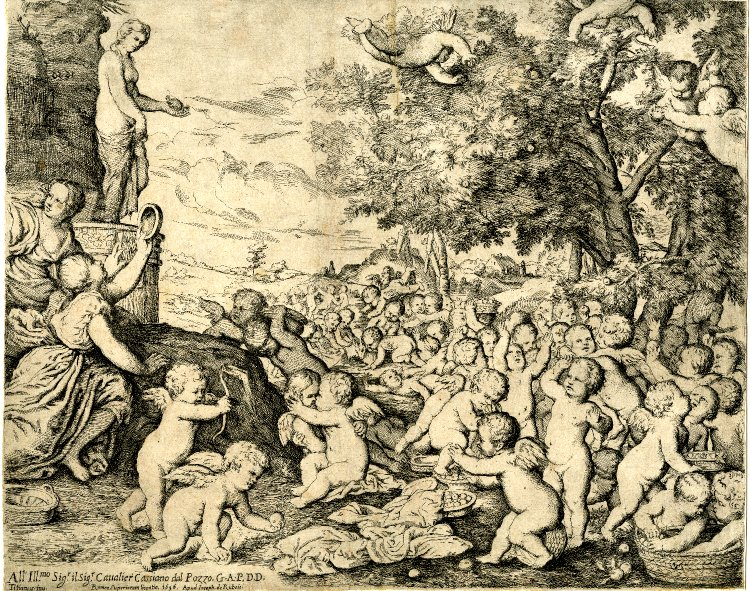
La ofrenda a Venus, grabado de Podestà según el cuadro de Tiziano. Ejemplar conservado en el Museo Británico de Londres.

## Descripción
Su tema es mitológico: el antiguo rito romano de culto a Venus que tenía lugar el primer día de abril de cada año, cuando las mujeres hacían ofrendas a la diosa para limpiar "toda mancha de su cuerpo".
Dos ninfas, una joven y otra representada como una matrona romana, se sitúan a la derecha de la ceremonia, ante un templo que contiene una estatua de Venus; el rostro que vemos de ella es producto de un repinte antiguo no muy acertado, debido a que esta zona del lienzo sufrió un importante daño con pérdida de la pintura original. El santuario está rodeado de tablillas votivas. La mujer mayor escruta la decoración con un espejo que sostiene en su mano derecha.
En el primer plano del lienzo, una multitud de niños alados (cupidos o putti) se divierten con todo tipo de actitudes (subir a árboles, saltar, volar, recoger manzanas, besarse, tirarse del pelo, pelearse, lanzar flechas). En el centro, un prado iluminado por el sol se cierra hacia la izquierda por una ladera sobre la que se levanta una casa, y bajo ella una fila árboles alineados hacia la lejanía, donde la silueta de una ciudad se recorta en el horizonte sobre el que se representa un cielo azul con nubes.
Tiziano fundamentó la iconografía en un texto del sofista griego Filostrato.
El pintor del siglo XVII Padovanino copió esta obra así como La bacanal y Baco y Ariadna; estas tres copias se conservan en la Accademia Carrara de Bérgamo .